# Nephthea chabrolii
Nephthea chabrolii är en korallart som beskrevs av Audoin 1828. Nephthea chabrolii ingår i släktet Nephthea och familjen Nephtheidae. Inga underarter finns listade i Catalogue of Life.